# Japanische Badmintonmeisterschaft 2024
Die Japanische Badmintonmeisterschaft 2024 fand vom 25. bis zum 30. Dezember 2024 im Musashino Forest Sport Plaza in Chōfu in der Präfektur Tokio statt. Es war die 78. Austragung der nationalen Titelkämpfe im Badminton in Japan.

## Medaillengewinner
| Disziplin    | Gold                         | Silber                          | Bronze                          |
| ------------ | ---------------------------- | ------------------------------- | ------------------------------- |
| Herreneinzel | Yushi Tanaka                 | Riki Takei                      | Kodai Naraoka                   |
| Herreneinzel | Yushi Tanaka                 | Riki Takei                      | Koki Watanabe                   |
| Dameneinzel  | Tomoka Miyazaki              | Natsuki Nidaira                 | Riko Gunji                      |
| Dameneinzel  | Tomoka Miyazaki              | Natsuki Nidaira                 | Hina Akechi                     |
| Herrendoppel | Akira Koga Hiroki Midorikawa | Yuichi Shimogami Takumi Nomura  | Kakeru Kumagai Hiroki Nishi     |
| Herrendoppel | Akira Koga Hiroki Midorikawa | Yuichi Shimogami Takumi Nomura  | Hiroki Okamura Kenya Mitsuhashi |
| Damendoppel  | Chiharu Shida Nami Matsuyama | Ayako Sakuramoto Arisa Igarashi | Mizuki Otake Miyu Takahashi     |
| Damendoppel  | Chiharu Shida Nami Matsuyama | Ayako Sakuramoto Arisa Igarashi | Yuki Fukushima Mayu Matsumoto   |
| Mixed        | Kazuki Shibata Naru Shinoya  | Hiroki Nishi Akari Sato         | Hiroki Midorikawa Natsu Saito   |
| Mixed        | Kazuki Shibata Naru Shinoya  | Hiroki Nishi Akari Sato         | Akira Koga Yuki Fukushima       |